# Decs (Hungria)
Decs é uma vila da Hungria, situada no condado de Tolna. Tem 94,68 km² de área e sua população em 2019 foi estimada em 3.802 habitantes.